# Cutrale

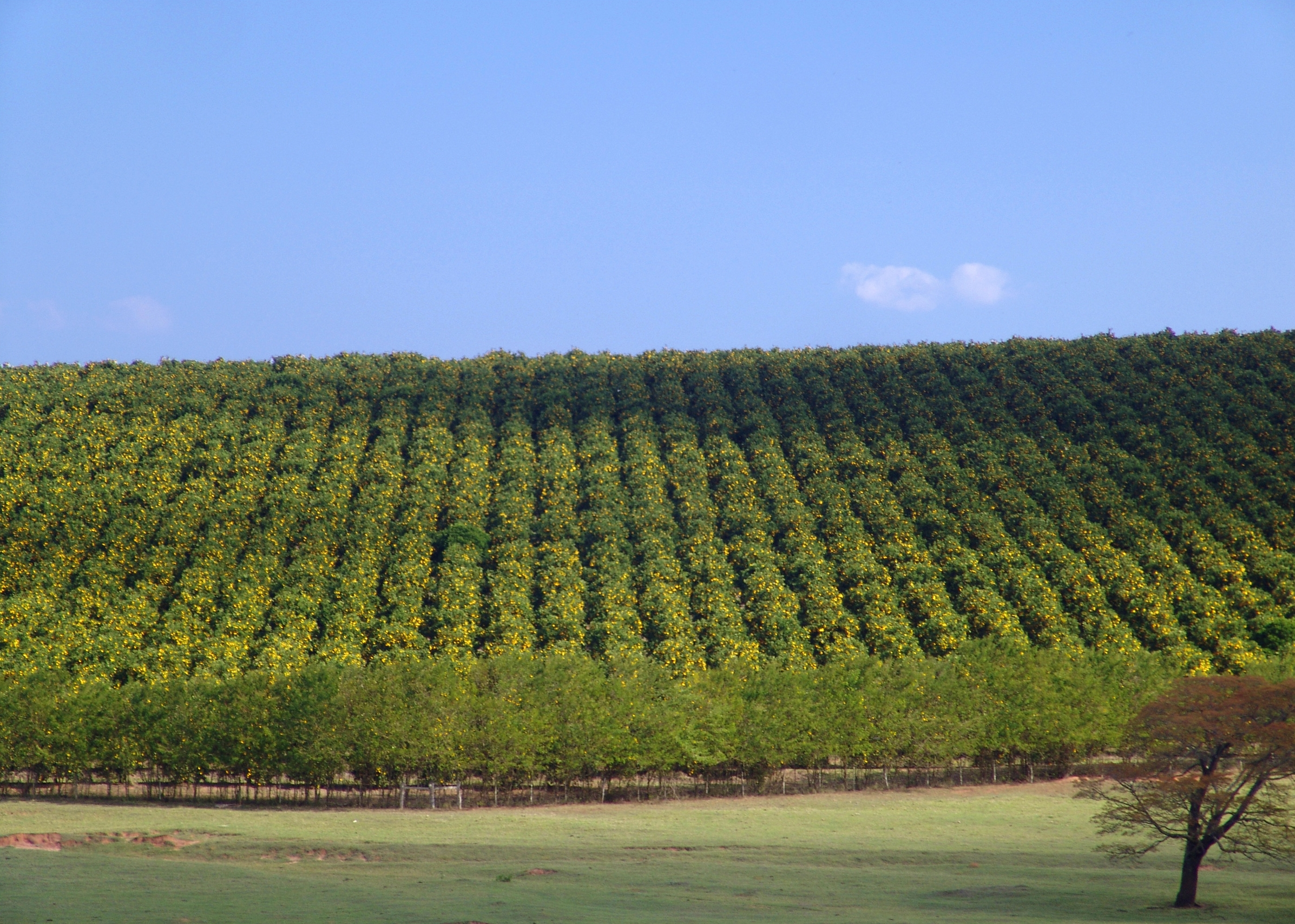
Orangenplantage von Cutrale in Brasilien (2006)

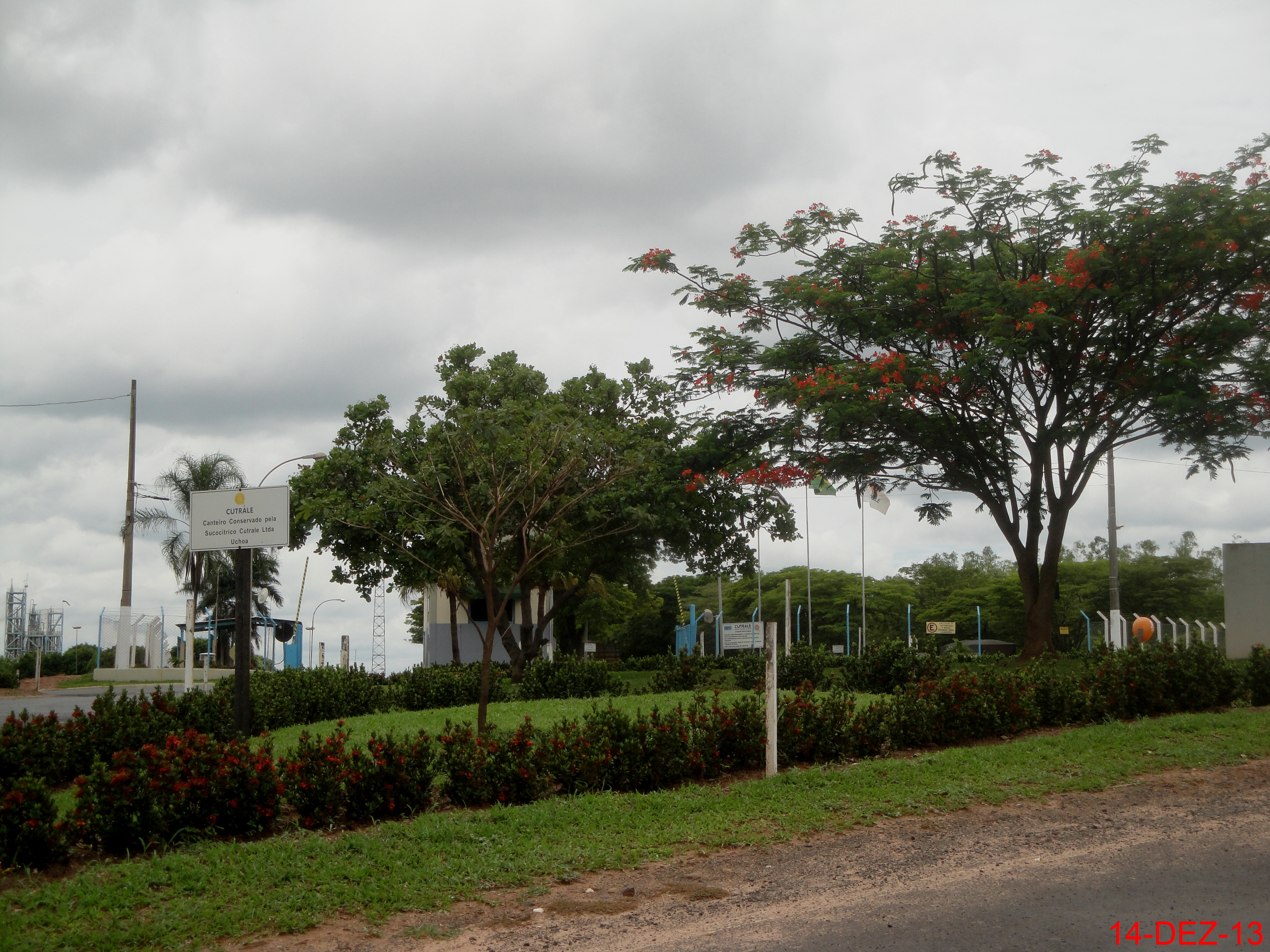
Eine Saftfabrik in Uchoa im Bundesstaat São Paulo

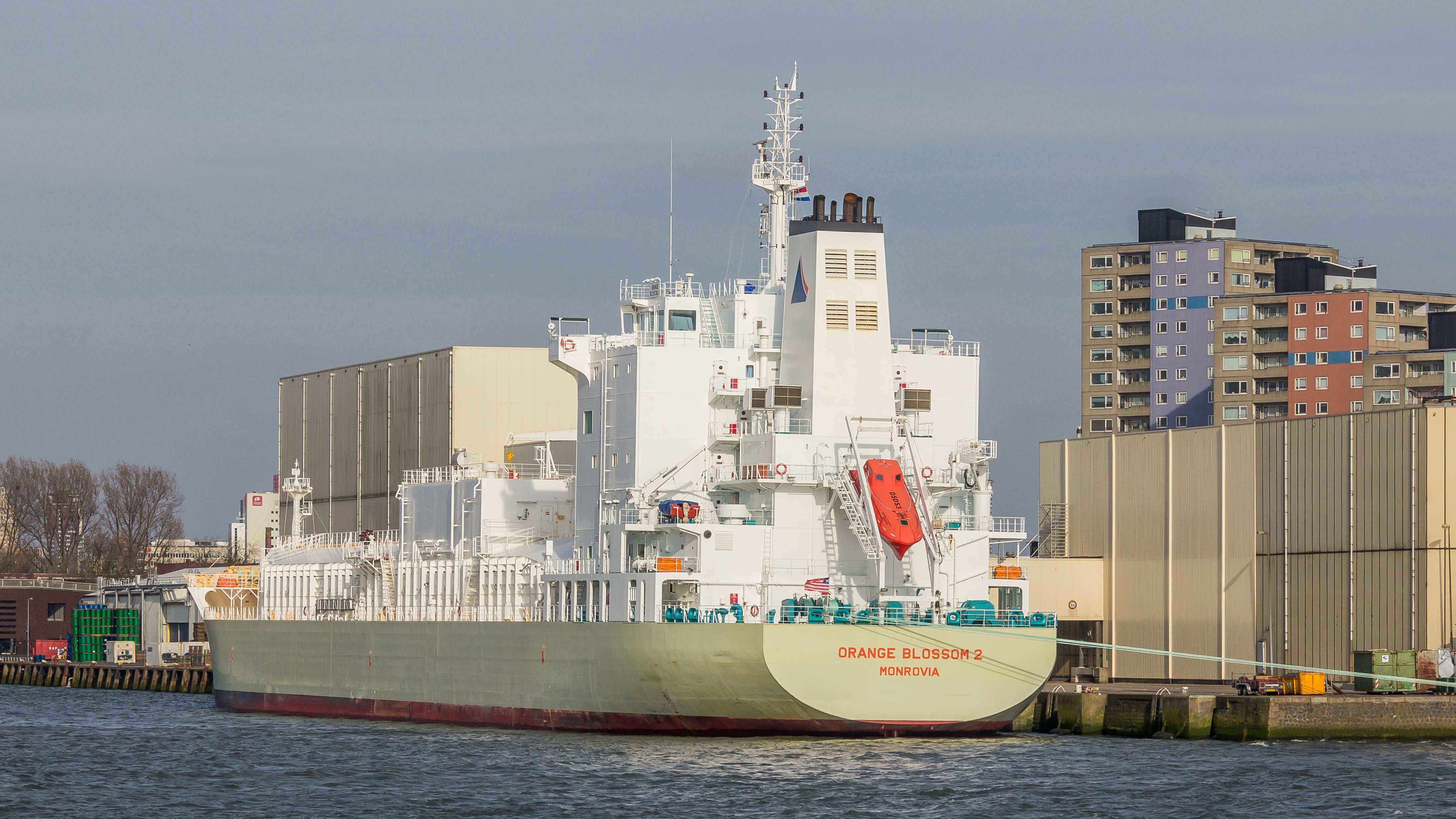
Fruchtsafttanker Orange Blossom 2 in Rotterdam (2016)

Das Unternehmen Sucocítrico Cutrale Ltda., meist kurz Cutrale genannt, ist ein multinationaler Hersteller von Fruchtsaft mit Sitz in Araraquara in Brasilien. 

## Unternehmen
Der sizilianische Einwanderer Giuseppe Cutrale begann als Wochenmarkthändler in São Paulo mit dem Orangenverkauf. Nach Ende des Zweiten Weltkriegs versuchte er sich als Händler am brasilianischen Fruchtexport nach Europa zu beteiligen. Sein Sohn José Cutrale (1926–2004) gründete 1968 das Unternehmen Cutrale, das aus den kleinen Anfängen zu einem der weltgrößten Hersteller von Orangensaftkonzentrat aufstieg, mit fünf Saftfabriken in Brasilien. Die Früchte werden zum Teil auf eigenen Orangenplantagen geerntet. Seit 1996 produziert das Unternehmen auch in zwei Fabriken in  Florida in den USA. Etwa 25 Prozent des weltweiten Orangensaftkonzentrats wird von der Unternehmensgruppe Cutrale hergestellt. Viele der in Deutschland vertriebenen Orangensäfte und zirka 90 Prozent der in Brasilien angebauten Orangen werden von Cutrale und seinen beiden Konkurrenten Citrosuco und Louis Dreyfus Commodities verarbeitet.
Die Fabriken arbeiten mindestens neun Monate im Jahr. Obwohl im Lauf der Erntemonate verschiedene Orangensorten heranreifen, gelingt es den Ingenieuren, eine gleichbleibende geschmackliche Qualität zu produzieren. Die einzelne Cutrale-Orangensaftfabrik hatte um die Jahrtausendwende eine stündliche Verarbeitungskapazität von 200.000 Litern Orangensaft aus 670 Tonnen Früchten. Das Saftkonzentrat wird mit unternehmenseigenen Orangensafttankern des Typs der 1985 in Dienst gestellten Orange Blossom nach Nordamerika und Europa verschifft. Neben frischen Orangen werden aus der eigenen Produktion auch Zitronen und Mandarinen exportiert, ein Teil wird unter den Eigenmarken Cutrale und Don José an die Endverbraucher vermarktet.
Aktuell (2014) führt José Louis Cutrale (* 1946) das Unternehmen, das 10.000 Mitarbeiter beschäftigt. Während die Nachfrage nach Orangensaftkonzentrat in den wichtigsten Abnahmeländern durch Änderung der Trinkgewohnheiten leicht zurückging, diversifizierte Cutrale und handelt seither auch mit Äpfeln, Pfirsichen und Soja.
2014 übernahm Cutrale gemeinsam mit Joseph Safras Safra Group nach einer Bieterschlacht gegen das irische Obsthandelsunternehmen Fyffes für 1,3 Mrd. US-Dollar das Unternehmen Chiquita Brands International.